# Cuisy (Seine-et-Marne)
Cuisy település Franciaországban, Seine-et-Marne megyében. Lakosainak száma 471 fő (2022. január 1.). Cuisy Le Plessis-aux-Bois, Le Plessis-l’Évêque, Saint-Soupplets és Montgé-en-Goële községekkel határos.

## Népesség
A település népességének változása:
| Lakosok száma | 424  | 435  | 443  | 441  | 447  | 455  | 460  | 466  | 471  |
|               | 2013 | 2015 | 2016 | 2017 | 2018 | 2019 | 2020 | 2021 | 2022 |